# L'Ascension de la rosière
L'Ascension de la rosière, estrenada en Estados Unidos como Honeymoon in a Balloon y en Gran Bretaña como The Ascension of a Communicant, es un cortometraje francés de comedia muda de 1908 dirigido por Georges Méliès. La película ahora se considera perdida.

## Trama

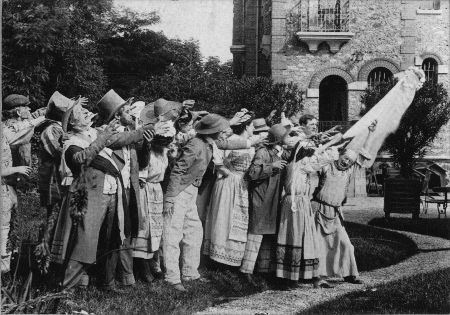
Los espectadores persiguen el globo en este fotograma superviviente.

En un festival del Primero de Mayo, una joven futura novia es coronada Reina de Mayo. Su novio decide tomar un vuelo con un aeronauta que se ha instalado en un recinto ferial cercano. La novia, corriendo para unirse a él, llega justo cuando el globo despega; Al no poder entrar en la canasta, es atrapada por el ancla del globo mientras flota hacia las nubes. Los espectadores, al darse cuenta de lo que ha sucedido, hacen una carrera loca para seguir el ritmo del globo, pero su frenética persecución resulta inútil. La novia y el globo hacen un aterrizaje forzoso a través del techo de un gran salón, donde el alcalde de la ciudad y sus allegados están celebrando un banquete. La pareja finalmente se reúne, y a la novia se le devuelve su corona de flores de la Reina de Mayo mientras todos celebran la conclusión segura de la aventura.

## Estreno
La película fue estrenada por la Star Film Company de Méliès y está numerada 1347-1352 en sus catálogos. Actualmente se presume perdida. 